# نادا
نادا مال‌انیما (ایتالیایی: Nada Malanima؛ زادهٔ ۱۷ نوامبر ۱۹۵۳) مشهور به نادا خواننده اهل کشور ایتالیا است. از مشهورترین ترانه‌های وی می‌توان به «دل کولی» اشاره نمود که آن را در سال ۱۹۷۱ اجرا کرد.